# Mosquée de Vekil Harač
La mosquée de Vekil Harač, également connue sous le nom de Hadžijska džamija, est située en Bosnie-Herzégovine, sur le territoire de la Ville de Sarajevo. Construite entre 1541 et 1561, elle est inscrite sur la liste des monuments nationaux de Bosnie-Herzégovine.